# Klementynka (serial animowany)
Klementynka (fr. Clémentine) – japońsko-francuski serial animowany. Opowiada o fantastycznych przygodach małej, niepełnosprawnej dziewczynki – Klementynki.

## Fabuła
Dziesięcioletnia Klementynka Dumat jest córką sławnego pilota, bohatera  I wojny światowej Alexa Dumat, który samotnie wychowuje ją i jej młodszego brata. W wyniku wypadku samolotu spowodowanego przez demona Malmotha dziewczynka traci władzę w nogach. Alex wraz z rodziną wyrusza w świat w poszukiwaniu lekarstwa na kalectwo swojego dziecka. Nocami, gdy Klementyka śpi, dzięki mocy wróżki Héméry, która otoczyła ją swoją opieką od czasu kraksy, dziewczynka odzyskuje sprawność i za sprawą magicznej błękitnej bańki odbywa podróże, podczas których spotyka bohaterów książek (m.in. Pinokia, Aladyna, Nilsa Holgerssona czy Olivera Twista), a także postacie historyczne (np. Leonarda da Vinci czy Katarzyny Tekakwithy).

## Obsada głosowa
- Céline Monsarrat – Klementynka Dumat
- Évelyne Séléna –
  - Héméra,
  - Starlett O’Wawa,
  - różne role
- Monique Tarbes – Śmigiełko
- Roger Carel –
  - Malmoth,
  - Gontrand,
  - Narrator (odc. 1-6),
  - różne role
- Francette Vernillat –
  - Jérôme Dumat,
  - różne role
- Michel Bedetti – Alex Dumat
- Catherine Lafond –
  - Éole,
  - różne role
- Laurence Badie – Ginette
- Jean-Claude Montalban – Basile
- Lily Baron – Léonie
- Gérard Hernandez –
  - Illico Presto,
  - różne role
- Patrick Poivey – Narrator (odc. 7-26)
- Laurent Hilling – Narrator (odc. 27-39)

## Wersja polska
Wersja polska: Studio Opracowań Filmów w Łodzi

Reżyseria: Maria Horodecka

Dialogi: Elżbieta Włodarczyk

Dźwięk: Marek Dubowski

Montaż: Teresa Ozga i Marek Dubowski

Kierownictwo produkcji: Zdzisława Kowalewska

Wystąpili:
- Róża Chrabelska – Klementynka Dumat
- Aleksandra Gałaj – Héméra
- Teresa Makarska – Śmigiełko
- Ireneusz Kaskiewicz –
  - Malmoth,
  - herszt rozbójników (odc. 17),
  - wezyr (odc. 17)
- Piotr Krukowski –
  - Gortrand,
  - kalif Harun al-Raszid (odc. 16-17),
- Danuta Rynkiewicz –
  - Starlett O’Wawa,
  - księżniczka Sulejka (odc. 16-17)
- Jarosław Pilarski – duch z magicznej lampy (odc. 16-17)
- Jan Hencz – al-Kaszach (odc. 16-17)
- Mariusz Siudziński – Aladyn (odc. 16-17)
- Grzegorz Widziszewski – Narrator

i inni
Wykonanie piosenki: Loretta Cichowicz
Lektor: Grzegorz Widziszewski

## Spis odcinków

### Seria 1
- 01. Le sinistre Mollache
- 02. La fuite en ballon
- 03. L’accident
- 04. La vengeance de Malmoth
- 05. Diabelska operacja (L’opération du diable)
- 06. Clémentine en Italie: La fête à Venise
- 07. Clémentine en Italie: La fosse aux murènes
- 08. Clémentine en Allemagne: La maison de gâteau
- 09. Clémentine en Allemagne: Le secret du miroir
- 10. Clémentine en Angleterre: Le bébé sauvé des eaux
- 11. Clémentine en Angleterre: La chasse à l’homme
- 12. Clémentine en Suède: À la recherche de Nils Holgersson
- 13. Clémentine en Suède: Les veuves rouges
- 14. Clémentine en Afrique: Le petit roi de la jungle ou Mohann, l’enfant de la jungle
- 15. Clémentine en Afrique: L’herbe de vie
- 16. Klementynka w krainie z tysiąca i jednej nocy (Clémentine au pays des Mille et une Nuits: Pour les beaux yeux d’une princesse)
- 17. Klementynka w krainie z tysiąca i jednej nocy: Generał pustynnej armii (Clémentine au pays des Mille et une Nuits: Clémentine, général de l’armée des sables)
- 18. Clémentine au Canada: La cabane des Batifole
- 19. Clémentine au Canada: Les Gorges des Mille-Échos
- 20. Clémentine en Espagne: L’or et la peste
- 21. Clémentine en Espagne: L’armada des Toros
- 22. Clémentine en Égypte: La cité de l’Horizon
- 23. Clémentine en Égypte: Le voyage au pays des morts
- 24. Clémentine au Japon: La voie du Sabre
- 25. Clémentine au Japon: La peur vaincue ou La guérison de Clémentine
- 26. La guerre des Grouillants

### Seria 2
- 27. La drôle de guerre
- 28. La mort au bout du monde
- 29. La ligne
- 30. Le courrier des Amériques
- 31. Ginette as de pique
- 32. Les aviontures du père Tompier
- 33. La fiancée de Malmoth
- 34. Le dragon dans les nuages
- 35. Le fou des steppes
- 36. Le chant d’amour
- 37. Clémentine superstar
- 38. Malmorea
- 39. Le dernier voyage

Źródło: